# Сніжний барс (титул в альпінізмі)
Сніжний барс - неофіційний титул (звання) в альпінізмі. Офіційна назва жетона, яким нагороджуються альпіністи, що підкорили найвищі вершини, розташовані на території колишнього СРСР, «Підкорювач найвищих гір СРСР».

## Історія
Звання і жетон були засновані в 1967 р. Автором ескізу значка був заслужений майстер спорту, заслужений тренер СРСР І. І. Антонович. Жетон є номерним. Кожен номер жетона закріплений за сходжувачем на вершини в порядку надходження інформації про вчинені сходження.
Цей жетон користується повагою не тільки в нових незалежних державах, що утворилися на території СРСР (СНД), а й у багатьох зарубіжних країнах. Офіційний список альпіністів, нагороджених даними жетоном, включає багатьох зарубіжних альпіністів.
Всього звання «Сніжного барса» за сходження в період 1961-2010 рр. присвоєно 567 альпіністам, включаючи 29 жінок.
У різні періоди часу жетоном нагороджувалися альпіністи, які зійшли на вершини:
- з 1961 р. по 1984 р. - 4 семитисячники - пік Комунізму, пік Перемоги, пік Леніна, пік Корженевської
- з 1985 р. по 1989 р. - 4 семитисячники - пік Комунізму, пік Хан-Тенгрі, пік Леніна, пік Корженевської[1]

З 1990 р. і по теперішній час жетоном нагороджуються альпіністи за підкорення всіх 5-ти гір колишнього Радянського Союзу висотою понад 7000 м (список наведено в порядку зменшення складності і небезпеки сходження):
- 2 піки в горах Тянь-Шань:
  - Пік Перемоги (7439 м),
  - Пік Хан-Тенгрі (7010 м);
- 3 піки на Памірі:
  - Пік Ісмаїла Самані (колишній пік Комунізму, 7495 м),
  - Пік Леніна (з 2006 року пік Абуалі ібн Сіно з таджицької сторони, 7134 м),
  - Пік Корженевської (7105 м).

## Рекорди
- Борис Коршунов (Росія, Москва) став 9-кратним «Сніжним барсом» (1981-2010)[2].
- Борис Коршунов (Росія, Москва) востаннє виконав норматив у віці 69 років[2].
- Андрій Целіщев (Казахстан, Усть-Каменогорськ) в 22 роки став наймолодшим «Сніжним барсом» (1986)[2].
- Малік Ісмет (Казахстан, Алмати) став першим «Сніжним барсом» за один сезон (1991)[2].
- Анджей Баргель (Польща) - всі 5 сходжень в 29 днів 17 годин 5 хвилин від виходу базового табору 15 липня (літо 2016)

## Українські альпіністи серед Сніжних барсів
1. Борис Сівцов (Донецьк, 1969)
2. Олексій Алещенко (Донецьк, 1969)
3. Анатолій Вітко (Дніпропетровськ, 1970)
4. Олександр Зайдлер (Дніпропетровськ, 1970)
5. Віктор Шабохін (Днпропетровськ, 1970)
6. Віктор Прудніков (Днпропетровськ, 1972)
7. В. Самойленко (Днпропетровськ, 1972)
8. Борис Іванов (Донецьк, 1972)
9. Петро Шаботкін (Донецьк, 1972)
10. Владислав Резнік (1976)
11. Валерій Дубінін (Київ, 1976)
12. Вадим Свириденко (Одеса, 1981)
13. Олександр Власенко (Одеса, 1981)
14. Євген Кондаков (Суми, 1981)
15. Ігор Оробей (Одеса, 1981)
16. Петро Старицький (Одеса, 1981)
17. Віталій Бахтиозін (Харків, 1983)
18. Любов Гатауліна (Шевченко, 1987)
19. Валерій Філімонов (Нікополь, 1987)
20. Володимир Мамчич(Одеса, 1987)
21. Віктор Тодоров (Одеса, 1987)
22. Анатолій Олік (Одеса, 1987)
23. Мстислав Горбенко (Одеса, 1987)
24. Анатолій Бланковський (Запоріжжя, 1988)
25. Ігор Юрченко (Київ, 1988)
26. Олександр Верба (Київ, 1988)
27. Володимир Стадник (Київ, 1988)
28. Олександр Гребенніков (Київ, 1988)
29. Наталія Коробова (Київ, 1988)
30. Георгій Губер (Токшмак, 1988)
31. Олександр Герасимов (Харків, 1988)
32. Юрій Григоренко-Пригода (Харків, 1988)
33. Олександр Кудін (Харків, 1988)
34. Владислав (Влад) Пилипенко (Харків, 1988)
35. Григорій Єременко (Харків, 1988)
36. Валентин Кутецький (Харків, 1988)
37. Юрій Вірченко (Харків, 1988)
38. Микола Вітковський (Харків, 1988)
39. Юрій Чеховський (Харків, 1988)
40. Світлана Бугай (Харків, 1988)
41. Тамара Єна (Харків, 1988)
42. Юрій Вітюк (Донецьк, 1988)
43. Сергій Коваль (Донецьк, 1988)
44. А. Локтіонов (Донецьк, 1988)
45. Віталій Решетняк (Донецьк, 1988)
46. Надежда Білан (Київ, 1989)
47. Сергій Воронцов (Київ, 1989)
48. Юрій Головаха (Київ, 1989)
49. Ігор Романцев (Харків, 1989)
50. Віктор Оліферов (Київ, 1989)
51. Григорій Чуб (Київ, 1989)
52. Генадій Копейка (Харків, 1989)
53. Олександр Коваль (Запоріжжя, 1989)
54. Микола Міщенко (Харків, 1989)
55. Сергій Бершов (Харків, 1989)
56. Ігор Гаврилов (Харків, 1989)
57. Анатолій Танець (Харків, 1989)
58. Віктор Глошапов (Харків, 1989)
59. Олександр Швед (Харків, 1989)
60. Євгеній Старосельський (Харків, 1989)
61. Микола Назаренко (Одеса, 1989)
62. Володимир Альперін (Харків, 1989)
63. Валерій Розенберг (Одеса, 1989)
64. Олександр Серпак (Одеса, 1989)
65. Георгій Руденко (Херсон, 1990)
66. Сергій Продан (Одеса, 1991)
67. Сергій Ляхимець (Київ, 1991) (загинув від лавиною 02.1994)
68. Володимир Нікітін (Київ, 1991)
69. Євгеній Чізмар (Мукачеве, 1991)
70. Святослав Сенчина (Львів, 1991)
71. Олександр Пархоменко (Київ, 1991)
72. Володимир Чегель (Київ, 1991)
73. Олексій Боков (Харків, 1992)
74. Федір Мітюхін (Суми, 2002)
75. Юрій Круглов (Севастополь, 2005)
76. Юрій Кіліченко (Одеса, 2009)
77. Андрій Чепіга (Київ, 2010)
78. Юрій Черевко (Київ, 2010)
79. Павло Киричек (Київ, 2011)
80. Євген Чуканов (Київ, 2012)
81. Сергій Бублик (Суми, 2015)